# Mikaela Parmlid
Mikaela Parmlid (Göteborg, 22 september 1980) is een golfprofessional uit Zweden.
Mikaela groeide op in een buitenwijk van Göteborg waar het gezin op loopafstand van de Göteborg Golfklubb woonde. Toen ze dertien jaar was, sprong de vonk over en sindsdien was ze elke dag aan het oefenen.

## Amateur
Toen ze 17 jaar was ging ze als uitwisselingsstudente een jaar naar Scottsdale, Arizona. Ze studeerde vervolgens van 1999 - 2003 aan de University of Southern California (USC) en speelde college golf.  Na Annika Sörenstam werd zij de tweede Zweedse speelster die de Honda Sports Award ontving als beste college-atleet van het jaar.
Mikaela heeft Zweden (en soms ook Finland) negen keer in het buitenland vertegenwoordigd.

### Gewonnen
- 2003: 5 NCAA toernooien, NCAA Kampioenschap

## Professional
In augustus 2003 werd ze professional. Ze speelde tot eind 2010 op de Amerikaanse LPGA Tour en behaalde drie keer een top-10 plaats. 
In 2011 keerde ze terug naar Europa en haalde via de Tourschool een kaart voor de Ladies European Tour (LET) van 2012, Ze is inmiddels met een Zweed getrouwd en woont nu dicht bij haar moeder, die voor hun kind kan zorgen als ze speelt. Tijdens het Deloitte Ladies Open op Golfclub Broekpolder kwam haar moeder mee als caddie.